# Concubine
Een concubine is een vrouw die buiten de huwelijkse staat in gemeenschap met een man leeft. Het begrip is afkomstig uit het Latijn en is een eufemisme voor bijzit of maîtresse. Het wordt ook vaak gebruikt voor de bijvrouwen van een man in een polygyne samenleving.
In het Nederlands heeft het woord een duidelijk pejoratieve klank. In Frankrijk wordt concubinage echter als een eerder neutraal woord voor het ongehuwd samenleven gebruikt. In een land als Japan was het in het verleden volstrekt geaccepteerd dat de Japanse keizers een concubine hadden. Zo was Mutsuhito, de latere keizer Meiji, door zijn vader Komei verwekt bij een concubine. Hij werd later officieel geadopteerd door  Asako Nyōgō, de echtgenote van zijn vader.
De machtigste concubine uit de geschiedenis is wellicht Cixi (1835 – 1908), die na de dood van keizer Xianfeng in 1861 bijna een halve eeuw het regentschap uitoefende voor opeenvolgende prinsen. In de Chinese cultuur was het tot begin jaren zeventig normaal om als man een concubine te hebben. Overigens was het sinds de oprichting van de Volksrepubliek China in 1949 verboden een concubine te hebben in dat land. In Hongkong werd het concubinaat pas in 1971 verboden door de Britse Marriage Act. In de Chinese cultuur worden concubines altijd gezien als lager in rang, vergeleken met de eerste echtgenote van de man.

## Hebreeuwse Bijbel
In de Hebreeuwse Bijbel heeft Abraham de slavin Hagar als concubine. Zijn vrouw Sara is onvruchtbaar en laat Hagar hem een erfgenaam bezorgen.

## Nederlands-Indië
In de 17e, 18e en begin 19e eeuw was in Nederlands-Indië een njai een jong Aziatisch meisje dat als huishoudster bij een alleenstaande Europese man werkte. In de praktijk functioneerde ze als huisvrouw, seksslavin en eventueel verzorgster voor de kinderen die uit dit concubinaat ontstonden. Hoewel de njai de status van huisvrouw kon hebben (eventueel zelfs met slaven) mocht ze zich niet aan andere Europeanen vertonen.  